# Notodytes aurea
Notodytes aurea là một loài ruồi trong họ Tachinidae.